# Font-Romeu-Odeillo-Via
Font-Romeu-Odeillo-Via (auf Katalanisch Font-romeu, Odelló i Vià) ist eine Gemeinde mit 1770 Einwohnern (Stand 1. Januar 2022) im Département Pyrénées-Orientales (Nordkatalonien) in der französischen Region Okzitanien und in der comarca (Bezirk) von Conflent. Die Gemeinde ist Teil des Regionalen Naturparks Pyrénées Catalanes.
Hier wurde ein Trainingszentrum für die französische Olympiamannschaft der Olympischen Spiele von 1968 in Mexiko gegründet. Weiterhin steht in Odelló mit dem dortigen Sonnenofen einer der größten Solarschmelzöfen der Welt (mit 1 MW thermischer Leistung und Temperaturen bis rund 3600 °C), der zu Forschungszwecken gebaut wurde. Odelló hat eine Haltestelle an der Schmalspurbahn petit train jaune, mit der zahlreiche Touristen von Villefranche-de-Conflent anreisen.
In der Nähe liegt die kleine Stadt Prada de Conflent (fr. Prades), wo der katalanische Cellist Pau Casals gelebt hat. Die romanischen Klöster von Sant Miquel de Cuixà und Saint-Martin du Canigou sind bedeutende Wahrzeichen der katalanischen Kultur.

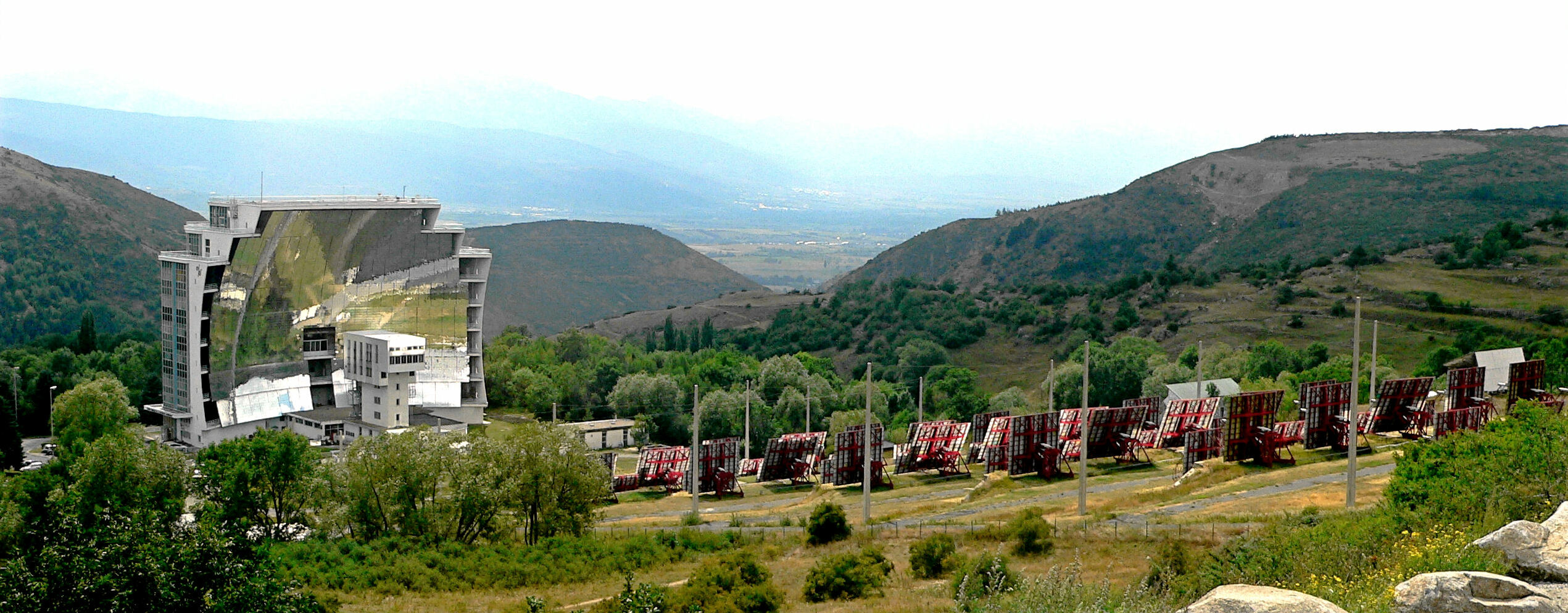
Der Sonnenofen von Odeillo

## Wirtschaft und Infrastruktur
In Font-Romeu befindet sich auf 1850 m Höhe die Sportschule Collège et Lycée Pierre de Coubertin mit großflächigen Sportanlagen und etwa 800 Schülern in vielen Sportarten, darunter Leistungssportler (in Eishockey, Eiskunstlauf, Eisschnelllauf und Shorttrack, Fußball, Gleitschirmfliegen, Leichtathletik, modernem Fünfkampf, Pferdesport, Ringen, Schwimmsport, Ski Alpin, Skilanglauf, Triathlon) und Nachwuchssportler (in Biathlon, Gleitschirmfliegen, Ringen, Schwimmsport, Skilanglauf, modernem Fünfkampf). Bekannte Spitzensportler aus dieser Schule sind unter anderen die Biathleten Martin Fourcade, Simon Fourcade und Ferréol Cannard, der Eiskunstläufer Philippe Candeloro usw.